# Nasywajewsk
Nasywajewsk (russisch Называ́евск) ist eine Kleinstadt in der westsibirischen Oblast Omsk (Russland) mit 11.615 Einwohnern (Stand 14. Oktober 2010).

## Geographie
Die Stadt liegt im Süden des Westsibirischen Tieflands, in der Ebene zwischen Ischim und Irtysch, etwa 150 km nordwestlich der Oblasthauptstadt Omsk.
Die Stadt Nasywajewsk ist der Oblast administrativ direkt unterstellt und zugleich Verwaltungszentrum des gleichnamigen Rajons.

## Geschichte
Der Ort entstand 1911 im Zusammenhang mit dem Bau des noch fehlenden Verbindungsstücks Tjumen–Omsk der Nordroute Transsibirischen Eisenbahn als Stationssiedlung. Die Station selbst erhielt bei der Eröffnung der Strecke 1913 den Namen Nasywajewskaja nach dem 12 Kilometer südlich gelegenen Dorf Nasywajewka (vom Familiennamen Nasywajew; heute Staronarsywjewka, also Alt-Nasywjewka), die Stationssiedlung nannte sich Sibirski Possad.
Nach 1917 erfolgte die Umbenennung in Sibirskoje, 1933 in Nasywajewka.
1947 erhielt der Ort als Nowo-Nasywajewka (also Neu-Nasywjewka) den Status einer Siedlung städtischen Typs. 1956 wurde schließlich das Stadtrecht unter dem heutigen Namen verliehen.

### Bevölkerungsentwicklung
| Jahr | Einwohner |
| ---- | --------- |
| 1939 | 10.211    |
| 1959 | 16.494    |
| 1970 | 15.792    |
| 1979 | 14.164    |
| 1989 | 14.416    |
| 2002 | 13.012    |
| 2010 | 11.615    |

Anmerkung: Volkszählungsdaten

## Kultur und Sehenswürdigkeiten
In der Stadt befindet sich das Rajon-Heimatmuseum.

## Wirtschaft und Infrastruktur
In Nasywajewsk gibt es Betriebe der Textil- und Lebensmittelindustrie sowie Eisenbahnwerkstätten. Die Stadt ist Zentrum eines Landwirtschaftsgebietes.
Nasywajewsk liegt an der Transsibirischen Eisenbahn (Stationsname Nasywajewskaja; Streckenkilometer 2562 ab Moskau).
Die Stadt liegt an der Regionalstraße, welche die etwa 50 Kilometer nördlich verlaufende Fernstraße R402 Tjumen – Ischim – Omsk mit der südlich verlaufenden M51 Tscheljabinsk – Omsk – Nowosibirsk verbindet.